# Генрих Бурбон-Пармский
Генрих Бурбон-Пармский, граф Барди (Энрико Карло Луиджи Гиоргио; итал. Enrico Carlo Luigi Giorgio, Principe di Parma, Conte di Bardi; 12 февраля 1851, Парма — 14 апреля 1905, Ментона) — младший сын (и ребёнок) герцога Пармского Карла III и его супруги Луизы Марии Терезы Французской, дочери герцога Беррийского Шарля-Фердинанда и принцессы Марии Каролины Бурбон-Сицилийской.

## Биография
25 ноября 1873 года в Каннах Генрих женился на принцессе Марии Луизе Бурбон-Сицилийской, младшей дочери короля Обеих Сицилий Фердинанда II и его жены Марии Терезы Тешенской. Мария Луиза умерла через три месяца в возрасте 19 лет. У супругов не было детей.
15 октября 1876 года в Зальцбурге Генрих женился во второй раз на инфанте Альдегунде Португальской, герцогине Гимарайнш. Она была пятым ребёнком и четвёртой дочерью короля Португалии Мигела I и его жене Аделаиды Лёвенштейн-Вертгейм-Розенбергской. Со второй женой у Генриха также не было детей: девять беременностей Альдегунды закончились выкидышами.
Генрих и Альдегунда были владельцами Палаццо Вендрамин-Калерджи на Гранд-канале в Венеции. В сентябре 1882 года в своём палаццо они принимали семью немецкого композитора Рихарда Вагнера. Там же 13 февраля следующего года выдающийся композитор скончался от сердечного приступа.

## Титул
- 12 февраля 1851 — 14 апреля 1905: Его Королевское Высочество принц Генрих, Достопочтенный граф Барди.